# Pardosa fallax
Pardosa fallax este o specie de păianjeni din genul Pardosa, familia Lycosidae, descrisă de Barnes, 1959. Conform Catalogue of Life specia Pardosa fallax nu are subspecii cunoscute.